# Saint-Martin-de-Londres
Saint-Martin-de-Londres (okcitansko Sant Martin de Londras) je naselje in občina v južnem francoskem departmaju Hérault regije Languedoc-Roussillon. Leta 2009 je naselje imelo 2.205 prebivalcev.

## Geografija
Naselje leži v pokrajini Languedoc 26 km severozahodno od Montpelliera. V bližini se nahaja Ravin des Arcs, ozka soteska reke Hérault. 

## Uprava
Saint-Martin-de-Londres je sedež istoimenskega kantona, v katerega so poleg njegove vključene še občine Causse-de-la-Selle, Mas-de-Londres, Notre-Dame-de-Londres, Pégairolles-de-Buèges, Rouet, Saint-André-de-Buèges, Saint-Jean-de-Buèges, Viols-en-Laval in Viols-le-Fort s 4.788 prebivalci.
Kanton Saint-Martin-de-Londres je sestavni del okrožja Lodève.

## Zanimivosti
- romanska cerkev  sv. Martina iz 11. stoletja, francoski zgodovinski spomenik,
- urni stolp.